# Henri Pitot

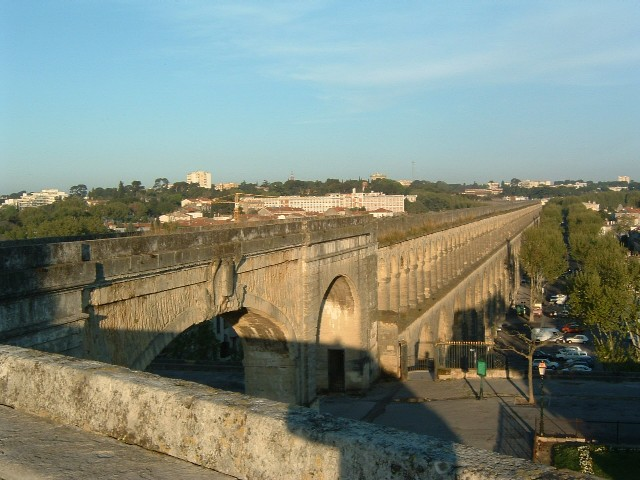
Den 880 meter långa och 22 meter höga akvedukten i Montpellier, ett av de byggen Pitot var inblandad i (från 1753 till 1765). Den blev klar 1772, året efter hans död.

Henri Pitot, född 3 maj 1695 Aramon, Gard, Frankrike död 27 december 1771 i Aramon, var en fransk ingenjör, matematiker och astronom. 
Han blev intresserad av strömmande vätskor och när han uppdrogs att mäta vattenflödet i Seine utvecklade han Pitotröret för att mäta strömningshastigheten, vilket han presenterade för den franska vetenskapsakdemin den 12 november 1732. Röret kom senare att användas inom sjöfart för att ange hastigheten. Idag används röret som hastighetsgivare inom flyget. 
Han blev laboratorieassistent åt den franske fysikern René Antoine Ferchault de Réaumur 1723 för att hjälpa denne i hans försök med porslinstillverkning.
1740 accepterade han ett uppdrag att övervaka dräneringsarbeten i Languedoc där han byggde levéer längs de större vattendragen, vilket ledde till att han blev chef för olika byggen av och restaurationsarbeten på broar och akvedukter samt överintendent för Languedoc-kanalen.
Han bevisade Pitots sats i geometrin 1725..
1725 introducerade han även vad som kan ha varit det första klara effektbegreppet: kraften gånger hastigheten (P=Fv). Detta tillämpade han på vattenmassor i rörelse.
1724 valdes han in i Franska vetenskapsakademin och 1740 blev han ledamot av Royal Society.